# Die Entführung aus dem Serail
Pour les articles homonymes, voir Sérail (homonymie).
L'Enlèvement au sérail
Airs
- Martern aller Arten (acte 2)

Die Entführung aus dem Serail, K.384 (L'Enlèvement au sérail en français, souvent Il Serraglio en italien et en turc: Saraydan Kız Kaçırma), est un singspiel en trois actes de Wolfgang Amadeus Mozart, sur un livret en allemand de Gottlieb Stephanie d'après la pièce de Christoph Friedrich Bretzner (en).
Il fut créé au Burgtheater de Vienne, le 16 juillet 1782, sous la direction du compositeur.
L'opéra raconte la tentative par le noble Belmonte d'enlever sa fiancée Konstanze, retenue prisonnière dans le palais du pacha turc Selim.

## Distribution
| Rôle                           | Tessiture  | Distribution originale      |
| ------------------------------ | ---------- | --------------------------- |
| Belmonte, noble espagnol       | ténor      | Johann Valentin Adamberger  |
| Konstanze, fiancée de Belmonte | soprano    | Katharina Cavalieri         |
| Blondchen, sa servante         | soprano    | Theresia Teyber             |
| Pedrillo, valet de Belmonte    | ténor      | Johann Ernst Dauer          |
| Osmin, gardien du sérail       | basse      | Johann Ignaz Ludwig Fischer |
| Selim Bassa, pacha             | rôle parlé | Dominik Jautz               |
| Klaas                          | rôle parlé |                             |
| Janissaires                    | chœur      |                             |

## Argument
L'action se passe dans le palais du pacha Selim, en Turquie au XVIIIe siècle.

### Acte I
Belmonte entre, à la recherche de sa fiancée Konstanze, qui est tombée, avec sa servante Blonde, aux mains de pirates ; ceux-ci les ont vendues au pacha Selim (« Hier soll ich dich denn sehen »). Osmin, gardien du sérail et serviteur du pacha, entre pour cueillir des figues dans le jardin. Belmonte le presse alors de questions auxquelles le serviteur ne répond pas, occupé à exprimer sa frustration et son sentiment de jalousie (« Wer ein Liebchen hat gefunden »). Belmonte cherche entre autres à obtenir des nouvelles de son serviteur, Pedrillo, qui après avoir été capturé avec les deux femmes, est devenu un serviteur dans le palais du pacha Selim. Osmin, en entendant le nom de Pedrillo, s'emporte et chasse Belmonte. Pedrillo entre et Osmin tempête contre lui, promettant de le faire torturer et tuer de différentes manières («Solche hergelaufne Laffen »). Osmin part. Belmonte revient et retrouve avec joie Pedrillo. Ce dernier lui assure que Konstanze est en vie mais que le sauvetage de celle-ci et de Blonde, qui est par ailleurs la fiancée de Pedrillo, ne sera pas tâche aisée. Pour ce faire, ils doivent trouver un moyen de tromper Osmin. Pedrillo a un plan : Belmonte se fera passer pour un architecte, afin de pouvoir accéder au palais («Konstanze, Konstanze, dich wiederzusehen... O wie ängstlich»).
Accompagné par un chœur de janissaires (« Singt dem großen Bassa Lieder »), le pacha Selim apparaît avec Konstanze. Il s’efforce d’obtenir l’amour de Konstanze, en vain, et pose un ultimatum sous peine d’utiliser la force. Elle lui révèle que son cœur est déjà pris («Ach ich liebte ») et lui demande plus de temps avant l’échéance de l’ultimatum, puis sort. Pedrillo entre et interrompt les pensées du pacha pour lui présenter Belmonte, « l’architecte ». Lorsque Belmonte et Pedrillo entrent dans le palais, Osmin leur barre encore une fois le chemin, sans succès (« Marsch! Trollt euch fort! »).

### Acte II

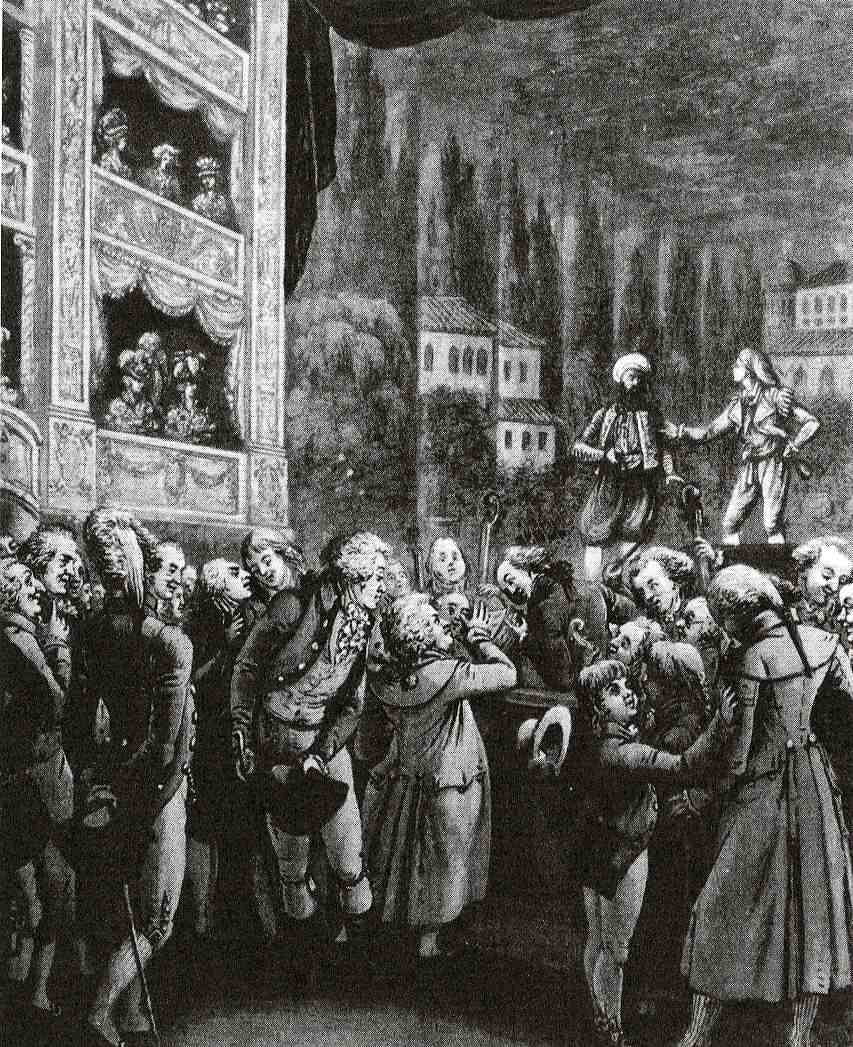
Mozart présent à une des représentations de l'opéra.

Blonde repousse les tentatives insistantes d'Osmin (« Durch Zärtlichkeit und Schmeicheln ») qui fait valoir qu’elle est sa propriété. Elle refuse, déclarant fièrement qu’elle n’est la propriété de personne. Il fulmine et elle le menace de l’attaquer. Après un duo (« Ich gehe, doch rate ich dir »), Osmin sort. Konstanze, pleine de tristesse, entre. Blonde tente alors de la réconforter en lui assurant que le sauvetage aura bien lieu (« Welcher Wechsel herrscht in meiner Seele... Traurigkeit ward mir zum Lose»). Puis Blonde ressort en voyant le pacha approcher. Il déclare à Konstanze que sa patience est à bout et la menace d'utiliser la force si elle ne cède pas à ses avances d’ici au lendemain (« Martern aller Arten »). Bravement, elle refuse.
Pedrillo annonce à sa bien-aimée Blonde que Belmonte est arrivé et que tout est prêt pour l’enlèvement. Blonde exulte (« Welche Wonne, welche Lust ») mais s’inquiète d’Osmin. Pedrillo la rassure en lui expliquant qu’il mélangera un somnifère à du vin qu’il fera boire au serviteur du pacha. Elle sort pour informer Konstanze. Osmin rentre, et Pedrillo l’invite à boire (« zum Frisch Kampfe »; «Vivat Bacchus ! Bacchus lebe »). Son plan ayant réussi, les deux couples se réunissent («Ach Belmonte ! Ach, mein Leben»). Cependant, pris de suspicion, Belmonte et Pedrillo interrogent avec inquiétude leurs fiancées respectives pour savoir si elles sont restées fidèles au cours de leur séparation forcée. À leur plus grande joie, les femmes réagissent avec indignation et consternation. Elles leur pardonnent néanmoins ces questions et le rideau tombe.

### Acte III
Au milieu de la nuit, Belmonte et Pedrillo arrivent dans le jardin avec des échelles pour commencer le sauvetage (« Ich baue ganz auf deine Stärke »; « In Mohrenland gefangen war »). Malheureusement, Osmin se réveille et donne l’alarme dans le palais (« Ha, wie will ich triumphieren »). Konstanze implore la pitié du pacha Selim et Belmonte explique que son père est un Grand d’Espagne, et le gouverneur d'Oran, nommé Lostados, qui payera une importante rançon. Malheureusement, le pacha et Lostados sont des ennemis de longue date. Le premier se réjouit de la possibilité de tuer le fils de son ennemi. Il laisse Belmonte et Konstanze seuls pour choisir la meilleure méthode de torture et de mort («Welch ein Geschick ! O Qual der Seele»). Quand il revient, il décide cependant de se rendre généreux, au contraire du père de Belmonte, et de leur laisser la vie sauve. Tous sont remis en liberté - à la grande consternation d'Osmin, qui aurait préféré les voir tous brutalement exécutés. Belmonte, Konstanze, Pedrillo et Blonde chantent les louanges de la bonté humaine. Les janissaires réapparaissent et chantent en l'honneur du pacha (« Nie werd' ich deine Huld verkennen »).

## Numéros musicaux

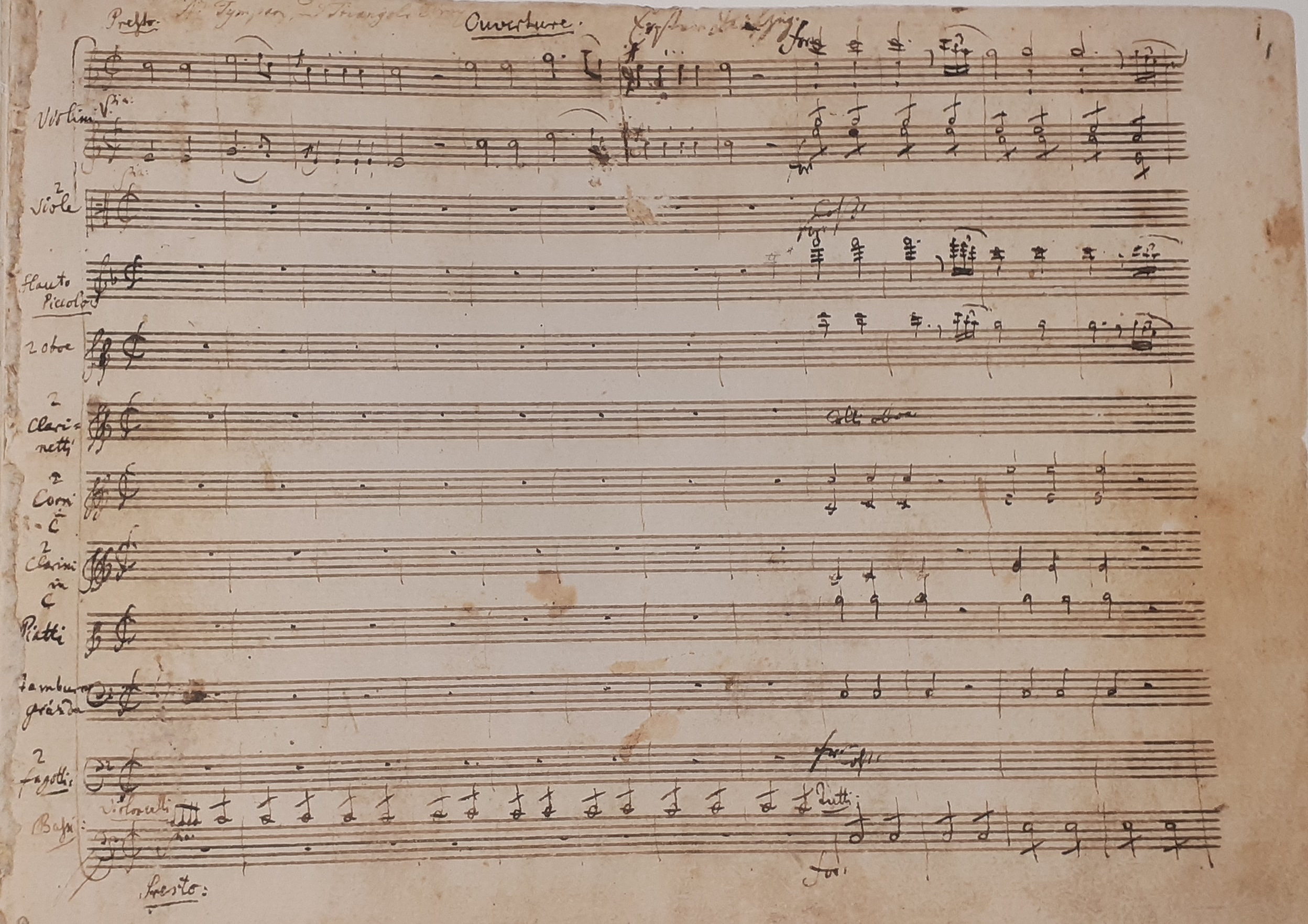
1re page du manuscrit.

Ouverture en ut majeur (Presto-Andante-Presto)
Acte I
- 1. Air « Hier soll ich dich denn sehen (O! ma chère Constance!) » - Belmonte
- 2. Lied et duo « Wer ein Liebchen hat gefunden... (En prenant femme jolie...) » - Osmin, Belmonte
- 3. Air « Solche hergelauf'ne Laffen (Ces aventuriers infâmes) » - Osmin
- 4. Air « Konstanze ! Konstanze ! dich wiederzusehen (Constance! Constance! Je vais voir tes charmes) » - Belmonte - Dans un premier temps, à la place de cet air, Mozart composa pour Constance un aria pour soprano "Der Liebe himmlisches Gefühl" K 119[5].
- Marche d'introduction et de transition (composée lors des répétitions) - Cette petite marche (qui n'est quasiment jamais jouée de nos jours) fut composée par Mozart à la va vite afin d'allonger l'action : en effet Mozart s'est aperçu durant les répétitions de son opéra que les dix secondes d'introduction musicale du Chœur des Janissaires ne suffisaient pas pour que le bateau des Janissaires suivi de celui de Selim & Constanze arrivent depuis les coulisses vers le devant de la scène (cette marche est absente du manuscrit originel mais apparaît dans une copie viennoise utilisée par Mozart lors des répétitions[6]).
- 5. Chœur des Janissaires « Singt dem grossen Bassa Lieder (Au Bacha rendons hommage) »
- 6. Air « Ach ich liebte, war so glücklich (Loin de l'objet de ma tendresse) » - Konstanze
- 7. Trio « Marsch, marsch, marsch ! Trollt euch fort ! (Sauvez vous! scélérats!) » - Osmin, Belmonte, Pedrillo

Acte II
- 8. Air « Durch Zärtlichkeit und Schmeicheln (Soumis, galant, sincere) » - Blondchen
- 9. Duo « Ich gehe, doch rate ich dir (Eh bien, te laisse un instant...) » - Blondchen, Osmin
- 10. Récitatif et air « Welcher Kummer herrscht in meiner Seele... Traurigkeit ward mir zum Lose » - Konstanze
- 11. Introduction orchestrale (symphonie concertante) et air de Konstanze « Martern aller Arten »
- 12. Air « Welche Wonne, welche Lust » - Blondchen
- 13. Air « Frisch zum Kampfe » - Pedrillo
- 14. Duo « Vivat Bacchus! Bacchus lebe! » - Pedrillo, Osmin
- 15. Air « Wenn der Freude Tränen fliessen » - Belmonte
- 16. Quatuor « Ach Belmonte! Ach, mein Leben » - Konstanze, Belmonte, Blondchen, Pedrillo - Dans un premier temps à la place de ce quatuor le librettiste faisait terminer l'acte II par un duo entre Belmonte et Pedrillo, Mozart avait donc composé pour cela le duo "Welch ängstliches Beben" K 389 avant de persuader son librettiste de mettre à cette place dans l'opéra le quatuor dont il rêvait que l'on connaît actuellement[7].

Acte III
- 17. Air « Ich baue ganz auf deine Stärke » - Belmonte
- 18. Romance « In Mohrenland gefangen war » - Pedrillo
- 19. Air « Ha! wie will ich triumphieren » - Osmin
- 20. Récit et duo Welch ein Geschick !... Meinetwegen sollst du sterben ! - Belmonte-Konstanze
- 21. Vaudeville « Nie werd'ich Deine Huld Verkennen » et chœur des Janissaires « Bassa Selim lebe lange ! ».

## Histoire d'origine et composition
L'opéra fait vaguement référence à la pratique des corsaires barbaresques d'Afrique du Nord, qui opéraient principalement en Méditerranée occidentale, consistant à détourner des navires appartenant à des États chrétiens. Sous prétexte de jihad, le navire et la cargaison n’ont été vendus ou restitués qu’après paiement d’une rançon. L'objectif réel, cependant, était l'enlèvement de l'équipage et des passagers, pour extorquer une rançon ou pour les vendre comme esclaves. Il était également courant de forcer les nations maritimes de confession non musulmane touchées à payer un tribut ou une somme d’argent pour leur « protection ». Les corsaires agissaient au nom ou avec l'accord des dirigeants musulmans locaux à Alger, Tunis et Tripoli (Libye). Ce type de piraterie subventionnée par l’État n’a pris fin qu’avec deux interventions américaines (1801-1805, 1815), une expédition autrichienne contre le Maroc (1829) et, plus tardivement, la conquête d’Alger par la France (1830),.
L'opéra résulte d'une commande de l'empereur du Saint-Empire Joseph II. Il fut créé le 16 juillet 1782 au Burgtheater de Vienne. La première fut un succès et établit la réputation de Mozart à Vienne après son départ de Salzbourg. L'opéra répond à un souhait de l'empereur qui voulait faire du Burgtheater un théâtre d'opéra allemand ; les représentations précédentes qui avaient eu du succès étaient des traductions d'œuvres étrangères.
Il s'agit d'un Singspiel ; la plus grande partie de l'action a lieu pendant les dialogues parlés et la musique ne comporte pas de récitatifs et ne contient que les airs et ensembles numérotés.
L'œuvre est légère et écrite pour l'amusement. Elle utilise la mode pour la musique exotique de l'empire ottoman récemment défait militairement. On y trouve de la musique turque avec triangle, cymbales et grand tambour, à l'imitation des fanfares des janissaires utilisées pour stimuler les soldats turcs. Comme beaucoup de comédies de ce temps-là, de nombreux éléments sont empruntés à la Commedia dell'Arte.
Les personnages de l'opéra montrent quelques stéréotypes turcs, surtout Osmin, le sinistre gardien du sérail du pacha, qui lance ses menaces de sa profonde voix de basse… alors qu'il s'agit d'un castrat. Le thème principal est pourtant la clémence, thème qui sera repris dans La Clémence de Titus, et le rôle du pacha est parlé.
La distribution de la création comporte les meilleurs chanteurs de l'époque, capables de surmonter les difficultés vocales présentes dans les airs. Ainsi l'air d'Osmin Wie will ich triumphieren descend deux fois jusqu'au ré grave et c'est Johann Ignaz Ludwig Fischer qui a créé le personnage. Constanze a plusieurs airs, dont le fameux Martern aller Arten, où elle rejoint les grandes héroïnes de la mythologie et atteint le contre-ré, et son premier air Ach ich liebte, également très tendu  (11 contre-ré) ; ce rôle a été créé par Katharina Cavalieri, alors au sommet de sa virtuosité.
La complexité de l'écriture a surpris de nombreux contemporains. « Trop de notes, Mozart » aurait dit Joseph II.

## Orchestration
Selon le site dme.mozarteum.at, l'orchestre doit se composer des instruments suivants : piccolo, deux flûtes, deux hautbois, deux clarinettes et deux cors de basset, deux bassons ; deux cors, deux trompettes ; timbales, tambour allemand, triangles, cymbales, grand tambour (tambour Turc) ; cordes ; pianoforte ou clavecin.
Pour cet « opéra turc », Mozart a recours à certains instruments turcs et orientaux comme la grosse caisse, diverses cymbales et autres percussions, et emploie le flageolet pour rappeler la flute turque.